# Lista över biskopsvapen i Svenska kyrkan

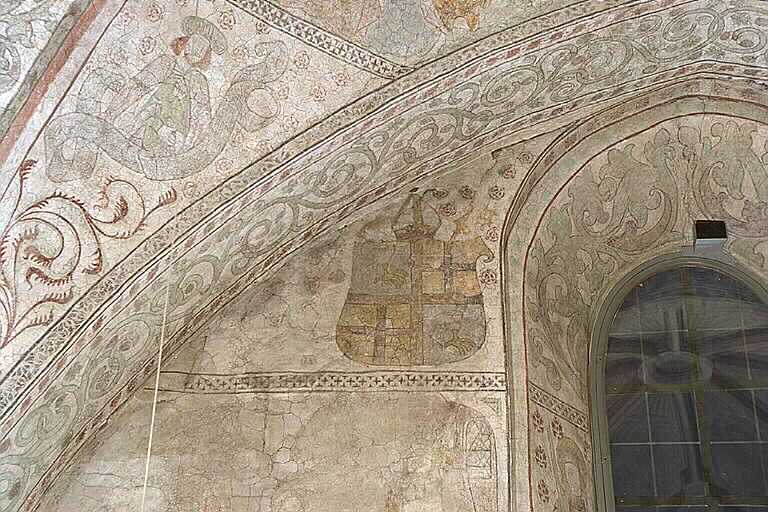
Ärkebiskop Jakob Ulfssons biskops vapen i Nederluleå kyrka.

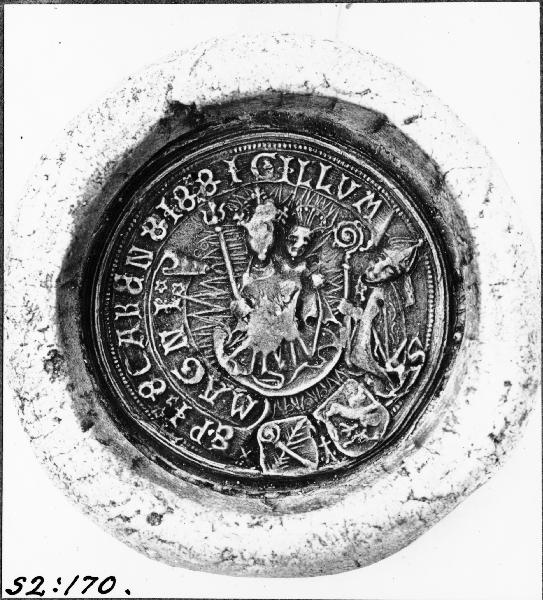
Biskop Magnus Haraldsson med Skara stifts vapen och sitt eget i hans sigill.

Biskopsvapen har använts i Svenska kyrkan sedan medeltiden. Biskopen kombinerade då sitt eget vapen med stiftets tillsammans med attribut som kräkla, korsstav eller mitra. Efter reformationen avtog bruket för att återtas under andra halvan av 1900-talet återuppstod på initiativ av den heraldiska konstnären Bengt Olof Kälde. Biskopen i Skara stift Sven Danell blev 1963 den förste att få ett vapen enligt den medeltida modellen.
Biskoparna använder en sköld som innehåller både stiftets vapen och biskopens personliga. Det vanligaste är genom kvadrering, det vill säga att skölden delas i fyra lika stora delar där stiftsvapnet placeras i fält 1. och 4. medan det personliga vapnet placeras i fält 2. och 3. Även delade, kluvna och fyrstyckade sköldar förekommer. Kvinnliga biskopar använder en oval sköldform.
Ärkebiskopen i Uppsala och biskopen i Lund lägger sina sköldar på en kräkla och en korsstav i kors, båda av guld. Korsstaven var under medeltiden ett värdighetstecken för en ärkebiskop. För Lunds stift har man behållit detta tecken av historiska skäl. Övriga biskopar lägger sina vapen på endast en kräkla av guld. Samtliga biskopar kröner skölden med en mitra som vanligtvis är av silver med band av guld.
|  | Bild på vapnet saknas.     |
|  | Biskopen hade inget vapen. |

## Uppsala stift
Uppsala stifts vapen fastställdes 1964 till: I rött fält ett kors av guld.

### Ärkebiskopar
| Namn             | Bild | Period    | Blasonering | Valspråk                         |
| ---------------- | ---- | --------- | --- | -------------------------------- |
| Nathan Söderblom |      | 1914–1931 | Kvadrerad 1. och 4. i fält av silver ett rött kors, 3. i blått fält en bild av Trönö kyrka uppskjutande från en genomgående mur allt av silver och 3. i blått fält en ridande Sankt Göran av silver med mundering av guld och i skölden ett utböjt rött kors, dödande en på rygg liggande drake av guld.                  |                                  |
| Erling Eidem     |      | 1932–1950 | Kvadrerad: 1. och 4. i fält av silver ett rött kors, 2. i blått fält en ros på en törnstjälk, allt av silver, 3. i blått fält en lilja av silver. | Quasi morientes et ecce vivimus. |
| Yngve Brilioth   |      | 1950–1958 | Kvadrerad: 1. och 4. i fält av silver ett rött kors, 2. i blått fält en kalk av silver, 3. i blått fält en lagerkrans av silver. |                                  |
| Gunnar Hultgren  |      | 1958–1967 | Kvadrerad: 1. och 4. i fält av silver ett rött kors, 2. och 3. i blått fält ett från en båt uppskjutande stagat latinskt kors, allt av silver. | Caritas aedificat.               |
| Ruben Josefson   |      | 1967–1972 | Kvadrerad: 1. och 4. Uppsala stifts vapen, 2. och 3. i fält av guld en röd ros. |                                  |
| Olof Sundby      |      | 1972–1983 | Kvadrerad: 1. och 4. Uppsala stifts vapen, 2. och 3. i fält av silver en röd S:t Olofsyxa. | Veritas liberavit nos.           |
| Bertil Werkström |      | 1983–1993 | Kvadrerad: 1. och 4. Uppsala stifts vapen, 2. i fält av silver en lax över en medelst vågskuror bildad sänkt bjälke, båda röda, 3. i fält av silver ett genomgående rött fisknät. | Faciam vos hominum piscatores.   |
| Gunnar Weman     |      | 1993–1997 | Kvadrerad: 1. och 4. Uppsala stifts vapen, 2. och 3. blått fält ett balkvis ställt vädurshorn av guld, ovan åtföljt av en sexuddig stjärna av silver. | Till Gud är allting.             |
| K.G. Hammar      |      | 1997–2006 | Kvadrerad: 1. och 4. Uppsala stifts vapen, 2. och 3. i fält av silver en blå örn med gloria av guld uppväxande från en blå stam belagd med tre i bjälke ställda uppåtväxande vinblad av silver. | Sanningen skall göra er fria.    |
| Anders Wejryd    |      | 2006–2014 | | Parate viam domini.              |
| Antje Jackelén   |      | 2014–2022 | Kvadrerad: 1. och 4. Uppsala stifts vapen, 2. och 3. i guld tre gröna ekblad förenade i trepass och däremellan tre röda mantuanska stickkors ordnade radiellt. | Gud är större.                   |
| Martin Modéus    |      | 2022–     | Kvadrerad: 1. och 4. Uppsala stifts vapen, 2. och 3. delad genom en fjällskura med tre fjäll i silver, vari ett gående blått lejon med röd beväring, och blått, vari ett gudslamm av silver med röd beväring och gloria av guld, bärande en korsstång av guld med en tvåtungad fanduk av silver belagd med ett rött kors. | Levande tillsammans med Kristus. |

### Biskopar
| Namn              | Bild | Period    | Blasonering | Valspråk                                             |
| ----------------- | ---- | --------- | --- | ---------------------------------------------------- |
| Tord Harlin       |      | 1990–2000 | I av rött och blått delat fält en bro av silver, överlagd ett genomgående latinskt kors av guld.                                         | Sub cruce lumen.                                     |
| Ragnar Persenius  |      | 2000–2019 | Kvadrerad: 1. och 4. Uppsala stifts vapen, 2. och 3. I fält av guld, en nedhängande röd druvklase med ett utväxande vinblad på var sida. | Dispensatores gratiae Dei ("Förvaltare av Guds nåd") |
| Karin Johannesson |      | 2019–     | Kluven: 1. Uppsala stifts vapen, och 2. I blått en kalk av silver med en ur kalken uppväxande naturlig lilja av guld                     | Kristus förkunnar vi                                 |

## Linköpings stift
Linköpings stifts vapen fastställdes 1962 till: I rött fält två korslagda nycklar av silver, överlagda en stolpvis ställd kräkla av guld.
| Namn             | Bild | Period            | Blasonering | Valspråk                         |
| ---------------- | ---- | ----------------- | --- | -------------------------------- |
| Ragnar Askmark   |      | 1959–1980         | |                                  |
| Martin Lönnebo   |      | 1980–1995         | Kluven: 1. Linköpings stifts vapen, 2. delad genom inböjt mantelsnitt av rött och silver, vari ett stolpvis ställt rött svärd. | O altitudo.                      |
| Martin Lind      |      | 1995–2011         | Kluven: 1. Linköpings stifts vapen, 2. St. Martins mantel formad som ett kors med hål i mitten. | Gud är barmhärtig.               |
| Martin Modéus    |      | 2011–2022         | Kvadrerad: 1. och 4. Linköpings stifts vapen, 2. och 3. delad genom en fjällskura med tre fjäll i silver, vari ett gående blått lejon med röd beväring, och blått, vari ett gudslamm av silver med röd beväring och gloria av guld, bärande en korsstång av guld med en tvåtungad fanduk av silver belagd med ett rött kors. | Levande tillsammans med Kristus. |
| Marika Markovits |      | 2023– (nuvarande) | Kvadrerad: 1. och 4. Linköpings stifts vapen, 2. och 3. styckat i blått och rött, ett lejon i guld hållande i sin högra framtass tre sädesax av silver. | Fatta mod ge världen liv.        |

## Skara stift
För Sven Danells biskopsvapen 1963 ritades ett stiftsvapen efter äldre förlaga: I blått fält en kräkla och en palmkvist i kors, båda av guld. Skara stifts vapen fastställdes 1969 till: I blått fält en sexuddig stjärna omgiven av en krans av tolv likaledes sexuddiga, mindre stjärnor, allt av silver.
| Namn                  | Bild | Period           | Blasonering | Valspråk                                                 |
| --------------------- | ---- | ---------------- | --- | -------------------------------------------------------- |
| Sven Danell           |      | 1955–1969        | Kvadrerad: 1. och 4. I blått fält en kräkla och en palmkvist i kors, båda av guld, 2. och 3. I rött fält ett uppskjutande treberg av silver belagt med ett svart ankare och krönt av ett grekiskt kors av silver. | Verbum crucis Dei virtus.                                |
| Helge Brattgård       |      | 1969–1985        | - | -                                                        |
| Karl-Gunnar Grape     |      | 1985–1989        | Kvadrerad: 1. och 4. Skara stifts vapen, 2. och 3. i guld en svart trebent gryta med tre därur uppväxande röda rosor på stjälkar.                                                                                 | Adauge nobis fidem.                                      |
| Lars-Göran Lönnermark |      | 1989–2004        | Kvadrerad: 1. och 4. Skara stifts vapen, 2. och 3. i fält av silver ett rött kors, överlagt en kräkla och en palmkvist i kors, båda blå.                                                                          | Herren är herden.                                        |
| Erik Aurelius         |      | 2004–2012        | Kvadrerad: 1. och 4. Skara stifts vapen, 2. och 3. i fält av silver ett balkvis ställt svärd, åtföljt ovan av en sexuddig stjärna, allt blått.                                                                    | Deus iustificat impium (Gud gör den gudlöse rättfärdig). |
| Åke Bonnier           |      | 2012–2024        | Kvadrerad: 1. och 4. Skara stifts vapen, 2. och 3. i rött en störtad inböjd sparre av silver, åtföljd ovan av ett Kristus-monogram av guld.                                                                       | Ge Jesus äran.                                           |
| Ulrica Fritzson       |      | 2024–(nuvarande) | Kvadrerad: 1. och 4. Skara stifts vapen, 2. och 3. Ulrica Fritzsons personliga vapen. | Världen behöver din kärlek.                              |

## Strängnäs stift
Strängnäs stifts vapen fastställdes 1962 till: I fält av guld en nyckel och ett svärd i kors, båda blå.
| Namn             | Bild | Period    | Blasonering | Valspråk                 |
| ---------------- | ---- | --------- | --- | ------------------------ |
| Tord Simonsson   |      | 1982–1989 | "Kvadrerad: 1. och 4. Strängnäs' stifts vapen, 2. och 3. i blått ett ankare av guld." | Såsom Kristi tjänare.    |
| Jonas Jonson     |      | 1989–2005 | Kvadrerad: 1. och 4. Strängnäs stifts vapen, 2. och 3. i blått fält en kalk av guld ovan åtföljd av ett nattvardsbröd av silver.                                                                                                 | Pro mundi vita.          |
| Hans-Erik Nordin |      | 2005–2015 | Kvadrerad: 1 och 4. Strängnäs stifts vapen, 2. och 3. i blått fält tre balkvis gående strömmar av silver, överlagda med en kruka av guld.                                                                                        | Till Gud står vårt hopp. |
| Johan Dalman     |      | 2015–     | Fyrstyckad. Fält 1. i silver Jehovaordens stjärna med åtta raka strålar av guld och åtta flammor av rött, fält 2. och 3. Strängnäs stifts vapen samt fält 4. i silver en ur eld av rött och guld uppstigande salamander av rött. | Följ med och se          |

## Västerås stift
Västerås stifts vapen fastställdes 1949 till: I blått fält ett tillbakaseende gudslamm av silver med röd beväring och med korsgloria av guld, med rött kors, överlagt och med höger framben stödjande en stolpvis ställd korsstav av guld med röd kyrkfana, försedd med tvärstång och fransar av guld.
| Namn                   | Bild | Period    | Blasonering | Valspråk                                                                     |
| ---------------------- | ---- | --------- | --- | ---------------------------------------------------------------------------- |
| Sven Silén             |      | 1962–1975 | Kvadrerad | Beati mundo corde.                                                           |
| Arne Palmqvist         |      | 1975–1988 | Kvadrerad: 1. och 4. Västerås stifts vapen, och 2. och 3. i fält av guld en röd stolpe belagd med en palmkvist av guld med bladnerven åt sinister.                                           | Redemptori obviam (Frälsaren till mötes).                                    |
| Claes-Bertil Ytterberg |      | 1988–2008 | Kvadrerad: 1. och 4. Västerås stifts vapen, 2. och 3. i rött fält ett från ett uppskjutande treberg av silver uppväxande olivträd av silver med blå frukter.                                 | Beati Pacifici.                                                              |
| Thomas Söderberg       |      | 2008–2015 | Kvadrerad: 1. och 4 Västerås stifts vapen, 2. och 3. i blått två korslagda dalpilar av guld med spetsar av silver över ett treberg med tre lågor, allt av guld, belagt med en röd påsklilja. | Non turbetur cor vestrum, neque formidet (Känn ingen oro, tappa inte modet). |
| Mikael Mogren          |      | 2015–     | Kluven: 1. Västerås stifts vapen, 2. i fält av silver, ett blått kors, vars stam är bildad av grenskuror, i korsmitten överlagt med en röd ros med foderblad av guld.                        | Ordet blev människa.                                                         |

## Växjö stift
Växjö stifts vapen fastställdes 1960 till: I rött fält tre avhuggna tonsurerade manshuvuden av silver, ordnade två och ett.
| Namn               | Bild | Period    | Blasonering | Valspråk                                       |
| ------------------ | ---- | --------- | --- | ---------------------------------------------- |
| Sven Lindegård     |      | 1973–1991 | Kluven: 1. Växjö stifts vapen, 2. i guld tre svarta stickkors ordnade två och en. | -                                              |
| Anders Wejryd      |      | 1995–2006 | | Parate viam domini.                            |
| Sven Thidevall     |      | 2006–2010 | (Thidevall förde stiftets vapen med personligt valspråk) | De som sår under tårar skall skörda med jubel. |
| Jan-Olof Johansson |      | 2010–2015 | Kvadrerad: 1. och 4. Växjö stifts vapen, 2. och 3. i blått en stråle av silver och en örn med lyfta vingar av motsatta tinkturer, med röd beväring och hållande en yxa av silver, samt i övre dexter hörn en framskjutande rundel av silver förenad med strålen och belagd med en blå femuddig stjärna.                                     | Gaudium omni populo.                           |
| Fredrik Modéus     |      | 2015–     | Kvadrerad: 1. och 4. Växjö stifts vapen, 2. och 3. delad medelst ett bågsnitt i silver, vari en blå flygande örn med röd beväring och med en blå rundel i vänster fot, och blått, vari ett gudslamm av silver med röd beväring och gloria av guld, bärande en korsstång av guld med en tvåtungad fanduk av silver belagd med ett rött kors. | Sufficit tibi gratia Dei.                      |

## Lunds stift
Lunds stifts vapen fastställdes 1960 till: I fält av guld ett balkvis ställt, svart halster med ringskaft uppåt.
| Namn               | Bild | Period    | Blasonering | Valspråk                      |
| ------------------ | ---- | --------- | --- | ----------------------------- |
| Olle Nivenius      |      | 1970–1980 | Kvadrerad: 1. och 4. Lunds stifts vapen, och 2. och 3. i rött fält fem rundlar av silver, ordnade tre över två, under en av en vågskura bildad ginstam av silver belagd med två röda bjälkvis i bjälke ställda fiskar. | Servite Domino in laetitia.   |
| Per-Olov Ahrén     |      | 1980–1992 | Kvadrerad: 1. och 4. Lunds stifts vapen, och 2. och 3. i rött, vari en dubbelnyckel och en yxa stolpvis ställda över en stam bildad av en vågskura, allt av guld.                                                      | Varandra till tjänst.         |
| K.G. Hammar        |      | 1992–1997 | Kvadrerad: 1. och 4. Lunds stifts vapen, 2. och 3. i fält av silver en blå örn med gloria av guld uppväxande från en blå stam belagd med tre i bjälke ställda uppåtväxande vinblad av silver.                          | Sanningen skall göra er fria. |
| Christina Odenberg |      | 1997–2007 | Kvadrerad: 1. och 4. Lunds stifts vapen, 2. och 3. i blått fält en åsna av silver stående på ett treberg och under en stjärna, allt av guld.                                                                           | Et gaudium vestrum impleatur. |
| Antje Jackelén     |      | 2007–2014 | Kvadrerad: 1. och 4. Lunds stifts vapen, 2. och 3. i guld tre gröna ekblad förenade i trepass och däremellan tre röda mantuanska stickkors ordnade radiellt.                                                           | Gud är större.                |
| Johan Tyrberg      |      | 2014–     | Kvadrerad: 1. och 4. Lunds stifts vapen, 2. och 3. delad medelst en vågskura i blått, vari en lysande lanterna av guld, och silver, vari ett blått ankare med lägg och stock i form av ett latinskt kors.              | Jordens salt.                 |

## Göteborgs stift
Göteborgs stifts vapen fastställdes 1963: I blått fält strålkransen av en sol, i vilken ett liksidigt triangulärt fält inskrivits, båda av guld.
| Namn               | Bild | Period    | Blasonering | Valspråk                  |
| ------------------ | ---- | --------- | --- | ------------------------- |
| Bo Giertz          |      | 1949–1970 | Kvadrerad: 1. och 4. Göteborgs stifts vapen, 2. och 3. i rött fält ett balkvis ställt svärd av silver med fäste av guld överlagt med en uppslagen evangeliebok av silver med snitt av guld. | Verbum crucis Dei virtus. |
| Bertil Gärtner     |      | 1970–1991 | Kvadrerad: 1. och 4. Göteborgs stifts vapen, 2. och 3. i fält av guld ett rött kristusmonogram.                                                                                             | Servus Iesu Christi.      |
| Lars Eckerdal      |      | 1991–2003 | Kvadrerad: | Omnia in nomine Jesu.     |
| Carl Axel Aurelius |      | 2003–2011 | Delad: 1. Göteborgs stifts vapen, 2. i fält av silver en blå rundel belagd med en ros av silver belagd med ett rött hjärta varpå ett kors av silver.                                        | Christus mihi vita.       |
| Per Eckerdal       |      | 2011–2018 | Kvadrerad: 1. och 4. Göteborgs stifts vapen, 2. och 3. i silver en av vågskuror bildad blå balk, belagd med en fisk av guld vänd nedåt sinister.                                            | Mitt ibland er.           |
| Susanne Rappmann   |      | 2018–     | Kvadrerad: 1. och 4. Göteborgs stifts vapen, 2. och 3. i blått ett ginbalksvis ställt veteax av guld.                                                                                       | Vår Gud bär sår.          |

## Karlstad stift
Karlstad stifts vapen fastställdes 1961 till: I blått fält en tvåtungad kyrkfana av silver, belagd med ett svävande rött grekiskt kors med utböjda ändar och hängande från en tvärstång av guld.
| Namn            | Bild | Period    | Blasonering | Valspråk                  |
| --------------- | ---- | --------- | --- | ------------------------- |
| Bengt Wadensjö  |      | 1986–2002 | Kvadrerad: 1. och 4. Karlstad stifts vapen, 2. och 3. i rött fält ett kors av guld överlagt med en ginbalksvis nedåtflygande duva av silver hållande en olivkvist av guld i näbbet.                                                                                    | Med bud om liv.           |
| Esbjörn Hagberg |      | 2002–2016 | Kluven: 1. Karlstad stifts vapen, 2. i fält av silver en blå veronica med stjälk och fyra stjälkblad och med blombotten av guld omgärdad av en blå stola belagd på nacken och nederst på vardera änden med ett utböjt kors av guld och försedd med ändfransar av guld. | I försoningens tjänst.    |
| Sören Dalevi    |      | 2016–     | Kvadrerad av ett utböjt kors av guld. Fält 1 och 4 Karlstads stifts vapen och fält 2 och 3 i rött en uppslagen bok av silver belagd med en sjuarmad ljusstake och en stolpvis ställd fisk, allt rött.                                                                  | Människa bland människor. |

## Härnösands stift
Härnösands stifts vapen fastställdes 1976: I blått fält ett liksidigt triangulärt fält, från vars sidor strålknippen utgår, allt av guld och omgivet av en krans av sju femuddiga stjärnor av silver. Mellan 1961 och 1976 fördes ett annat vapen: Sköld medelst skyskura delad av blått, vari en triangel av guld, och av guld, vari en femuddig blå stjärna.
| Namn                     | Bild | Period           | Blasonering | Valspråk                                  |
| ------------------------ | ---- | ---------------- | --- | ----------------------------------------- |
| Arne Palmqvist           |      | 1967–1975        | Kvadrerad: 1. och 4. Härnösands stifts vapen, och 2. och 3. i fält av guld en röd stolpe belagd med en palmkvist av guld med bladnerven åt sinister. | Redemptori obviam (Frälsaren till mötes). |
| Bertil Werkström         |      | 1975–1983        | Kvadrerad: 1. och 4. Härnösands stifts vapen, 2. i silver en lax över en medelst vågskuror bildad sänkt bjälke, allt rött, 3. i silver ett genomgående rött fisknät. | Faciam vos hominium piscatores.           |
| Bengt Hallgren           |      | 1983–1991        | Kvadrerad: 1. och 4. Härnösands stifts vapen, 2. och 3. i fält av silver ett patriarkalkors uppskjutande ur en båt och åtföljt av två sexuddiga stjärnor, allt rött. | Ut omnes unum sint.                       |
| Karl-Johan Tyrberg       |      | 1991–2001        | Kvadrerad: 1. och 4. Härnösands stifts vapen, 2. och 3. i fält av silver ett blått ankare överlagt ett rött andreaskors. | Låt oss bekänna vårt hopp.                |
| Tony Guldbrandzén        |      | 2001–2009        | Delad: 1. Härnösands stifts vapen, 2. i silver, vari en nattvardskalk åtföljd på dexter sida av en balkvis ställd fisk och på sinister av en stolpvis ställd yxa med utåtvänd egg, allt rött, och blått, vari en uppslagen bok av silver med spännen och snitt av guld och på boksidorna belagd med röda grekiska gemena alfa och omega. | Gud verkar – uppmuntra varandra           |
| Tuulikki Koivunen Bylund |      | 2009–2014        | Kvadrerad: | Charitas foras mittit timorem.            |
| Eva Nordung Byström      |      | 2014–2024        | Kvadrerad: 1. och 4. Härnösands stifts vapen, 2. och 3. I rött en rundel av guld belagd med en röd fyruddig stjärna uppkommande ur en röd kalk och överlagd en blå andreaskorsställd fyruddig stjärna belagd med en rundel av guld, i sin tur belagd med en störtad blå duva med en grön kvist i näbben.                                 | Nu är Guds tid.                           |
| Teresia Boström          |      | 2024–(nuvarande) | Kvadrerad: 1. och 4. Härnösands stifts vapen, 2. och 3. Teresia Boströms personliga vapen. | Gud förnyar jordens ansikte.              |

## Luleå stift
Luleå stifts vapen fastställdes 1966 till: I fält av silver ett blått kors, i första vinkeln åtföljt av två korslagda blå nycklar, den på sinister sida störtad.
| Namn          | Bild | Period    | Blasonering | Valspråk             |
| ------------- | ---- | --------- | --- | -------------------- |
| Gunnar Weman  |      | 1986–1993 | Kvadrerad: 1. och 4. Luleå stifts vapen, 2. och 3. i blått fält ett balkvis ställt vädurshorn av guld, ovan åtföljt av en sexuddig stjärna av silver.                                                                                                | Till Gud är allting. |
| Rune Backlund |      | 1993–2002 | Medelst ett bågsnitt delad i 1. Luleå stifts vapen, 2. i blått fält en kalk av guld, varur fyra strömmar av silver flödar upp, två åt vardera sidan sedan nedåt på ömse sidor om kalken.                                                             | Liv och åter liv.    |
| Hans Stiglund |      | 2002–2018 | Medelst ett bågsnitt delad i 1. Luleå stifts vapen, 2. i blått fält en lilja av guld åtföljd på dexter sida av två medelst vågskuror bildade ginbalksträngar av silver och på sinister sida av två medelst vågskuror bildade balksträngar av silver. | Gud med oss.         |
| Åsa Nyström   |      | 2018–     | Kvadrerad: 1. och 4. Luleå stifts vapen; 2. och 3. i blått fält en björk av silver. | Gud verkar i er.     |

## Visby stift
Visby stifts vapen fastställdes 1964: I rött fält ett gudslamm av silver med blå beväring, bärande på en korsstav av guld en blå fana med bård och flikar av guld.
| Namn               | Bild | Period            | Blasonering | Valspråk                                                             |
| ------------------ | ---- | ----------------- | --- | -------------------------------------------------------------------- |
| Tore Furberg       |      | 1980–1991         | Kvadrerad: 1. och 4. Visby stifts vapen, 2. och 3. i silver ett rött stickkors. | Pro Christo legatione. (För Kristi mission.)                         |
| Biörn Fjärstedt    |      | 1991–2003         | | Ut impleam verbum Dei. (Att jag skall kunna göra Guds ord verkligt). |
| Lennart Koskinen   |      | 2003–2011         | I av rött och blått kvadrerat fält ett Sankt Nikolauskors i silver med bård av guld och en gyllene rundel i korsmitten. Tinkturerna i korset åtskilda av en smal svart sträng: 1. Visby stifts vapen, 2. en kogg av silver med tre svarta sköldar på akterkastellet och i seglet ett blått fält med ett utböjt kors av guld.                                                                          | In mundo – non ex mundo. (I världen – inte av världen.)              |
| Sven-Bernhard Fast |      | 2011–2018         | Kvadrerad: 1. Visby stifts vapen, 2. och 3. i silver vari ett från en båt uppskjutande latinskt kors över en av en karvskura bildad stam, allt i blått, 4. i guld, vari ett rött kors belagt med en röd jordglob med latitud- och longitudlinjer i guld, i första fältet en genombruten blå droppe belagt med ett blått kors.                                                                         | Ut omnes unum sint. (Att de alla skall bli ett.)                     |
| Thomas Petersson   |      | 2018–2022         | Delad: 1, Visby stifts vapen och 2. blått med en genomgående bro av silver i två spann, belagd med ett blått gotländskt gårdskors och uppskjutande ur en av en karvskura bildad blå stam. | Du är seendets Gud.                                                  |
| Erik Eckerdal      |      | 2023– (nuvarande) | Kvadrerad: 1. Visby stifts vapen, 2. och 3. i blått ett genomgående fisknät nedkommande till sköldhuvudets nedre gräns och med undertelnen formad som en vågskura, åtföljt i sköldfoten av en fisk, allt av guld, 4. i guld, vari ett rött kors belagt med en röd jordglob med latitud- och longitudlinjer i guld, i första fältet en genombruten blå droppe belagt med ett blått kors.[källa behövs] | Duc in altum. (Lägg ut på djupet.)                                   |

## Stockholms stift
Stockholms stifts vapen fastställdes 1962 till: I blått fält ett kors, i första vinkeln åtföljt av ett krönt manshuvud, allt av guld.
| Namn               | Bild | Period    | Blasonering | Valspråk                              |
| ------------------ | ---- | --------- | --- | ------------------------------------- |
| Henrik Svenungsson |      | 1988–1998 | Kvadrerad: 1. och 4. Stockholms stifts vapen, 2. och 3. i fält av silver en röd hjort med beväring av guld drickande ur en av en vågskura bildad stam, två gånger medelst vågskuror delad i rött och silver.                          | Min nåd är dig nog.                   |
| Caroline Krook     |      | 1998–2009 | Kvadrerad: 1. och 4. Stockholms stifts vapen, 2. och 3. i silver en murad brunn och en lerkruka, båda röda. | Var brinnande i anden – tjäna Herren. |
| Eva Brunne         |      | 2009–2019 | Kvadrerad: 1. och 4. Stockholms stifts vapen, 2. och 3. i fält, fem gånger medelst vågskuror delat i blått och silver, en ros av guld belagd med ett rött hjärta i sin tur belagt med ett kors av silver                              | Gör inte skillnad på människor.       |
| Andreas Holmberg   |      | 2019–     | Kvadrerad: 1. och 4. Stockholms stifts vapen, 2. och 3. i guld en av gröna latituder och longituder markerad jordglob belagd med en uppåtflygande röd duva, och åtföljd nedan av en av ett inböjt störtat sparrsnitt bildad röd stam. | Bli kvar i min kärlek.                |

### Fotnoter
1. 1 2 3  ”Högmässa med biskopsvigning” (pdf). Uppsala domkyrkoförsamling. 15 januari 2023. Arkiverad från originalet den 11 januari 2023. https://web.archive.org/web/20230111233258/https://www.svenskakyrkan.se/filer/2354199/2023_01_15_Biskopsvigning%20sv_webb.pdf. Läst 15 januari 2023.
2. 1 2 3  ”Nya heraldiska vapen 2018”. Riksarkivet. https://riksarkivet.se/nya-heraldiska-vapen-2018. Läst 27 mars 2023.
3. ↑  ”Nya heraldiska vapen 2016”. Riksarkivet. https://riksarkivet.se/nya-heraldiska-vapen-2016. Läst 27 mars 2023.